# ダイエット商法
ダイエット商法（ダイエットしょうほう）とは服用するだけで減量できることを標榜して医薬部外品などを販売する商法。
広告には使用者による「○キロ痩せた」などといった数字として表れる程の効果が得られたと商品を賞賛している体験談や、専門家や科学者などによる実証や解説が掲載されているのが特徴。
服用した場合、ダイエットどころか健康の悪化に繋がるケースも存在しており、中国製のダイエット食品による死亡事故も起こっている。中には自治体のサイトで注意を呼び掛けている例もある。